# Úbeda
Úbeda er en by og kommune i det sydlige Spanien i provinsen Jaén. Den har et indbyggertal på 33.674 (2024) indbyggere.